# Flammenwerfer 35

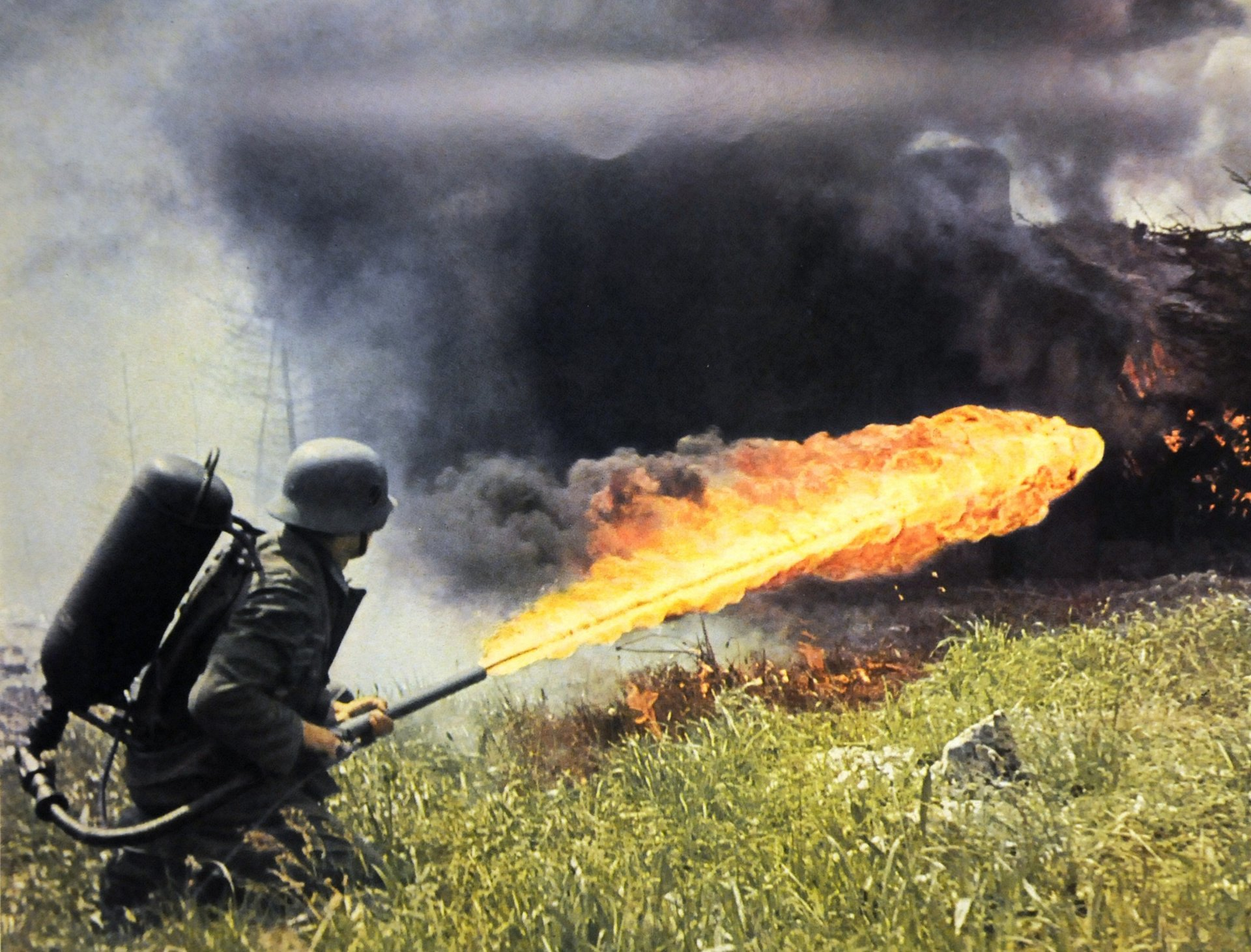
Soldat mit Flammenwerfer 35 an Ostfront

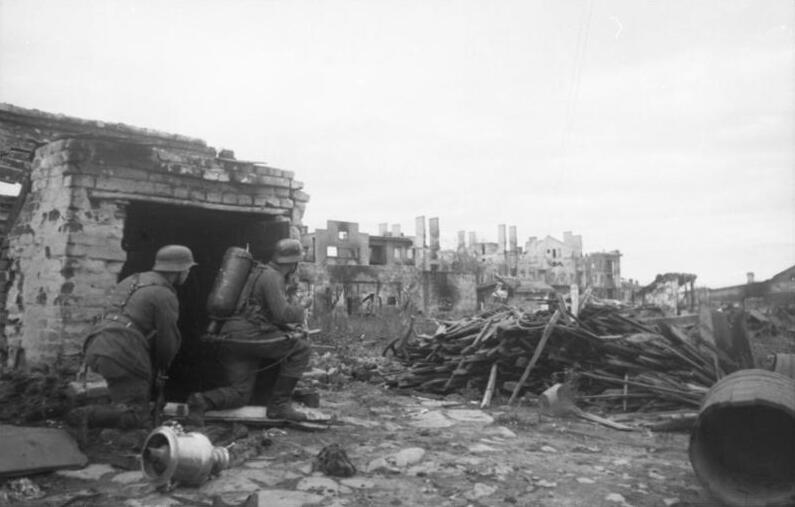
Deutsche Infanteristen mit Flammenwerfer 35 bei Stalingrad.

Der Flammenwerfer 35 (oder FmW 35) ist ein Ein-Mann-Flammenwerfer, der im Zweiten Weltkrieg eingesetzt wurde.

## Geschichte
Bereits im Ersten Weltkrieg setzten die deutschen Truppen erstmals Flammenwerfer ein. Bei der Schlacht um Verdun erzielten sie große Erfolge, was dazu führte, dass spezielle Flammenwerfereinheiten aufgestellt wurden. Zwischen den Kriegen arbeitete man ernsthaft an der Entwicklung von Ein-Mann-Flammenwerfern und daraus entstand der Flammenwerfer 35, der bis 1941 produziert und dann von anderen Modellen abgelöst wurde.

## Verwendung
Bei der Entwicklung dieses Flammenwerfers wurden Hauptbestandteile aus dem Ersten Weltkrieg übernommen. Flammenwerfer wurden im Zweiten Weltkrieg gegen Bunker, Befestigungsanlagen und Panzerfahrzeuge eingesetzt und waren relativ erfolgreich. Da ein feindlicher Treffer einer der beiden Tanks zur Selbstentzündung führen konnte, war das Brandrisiko für den Träger der Waffe durchaus real. Das Gewicht von 35,8 kg stellte ein weiteres Problem dar, die Bewegungsfreiheit wurde dadurch stark eingeschränkt.

## Technik
Die Flammenwerfer waren nach folgendem Prinzip aufgebaut: Jeder Werfer besaß zwei Tanks, einen für Flammöl, den anderen für ein Treibmittel, meist Stickstoff. Sobald das Ventil geöffnet wurde, drückte das Treibmittel Flammöl durch das Flammrohr, wo es dann entzündet wurde. Die Reichweite des Flammenstrahls war vom Öldurchsatz der Düse, der Anfangsgeschwindigkeit des Flammöls sowie von der Windrichtung abhängig. Die Anfangsgeschwindigkeit wiederum wurde vom Druck im Behälter und der Schlauchlänge bestimmt.
Der Flammenstrahl war 25 bis 30 m lang und dauerte rund zehn Sekunden an, je nach Länge der einzelnen Salven, dadurch konnten bis zu 15 Salven abgegeben werden.

## Technische Daten
| Kenngröße                   | Daten      |
| --------------------------- | ---------- |
| Flammölmenge                | 11,81 l    |
| Gesamtgewicht               | 35,8 kg    |
| Druckgas                    | Stickstoff |
| Anzahl möglicher Feuerstöße | 2–15       |
| Reichweite                  | 25–30 m    |